# Farandżijja
Farandżijja (gr.: Φραγγιοι, czyli Frank – mieszkaniec Zachodu, arab.:فرنجية, fr.: Frangié, ang.: Frangieh,  Franjieh) – wpływowa, maronicka rodzina libańska, zamieszkująca głównie dystrykt Zagharta. Część członków wyemigrowała do Australii.

## Przedstawiciele
- Kabalan Farandżijja (1847–1908) – gubernator Zagharty, ojciec Kabalana Sulejmana
- Kabalan Sulajman Farandżijja – deputowany do parlamentu libańskiego, ojciec prezydenta Sulajmana Farandżijji
- Hamid Kabalan Bajk Farandżijja (1907–1981) – deputowany do parlamentu libańskiego, minister różnych resortów (spraw zagranicznych, edukacji, finansów), w 1957 r. wycofał się z życia publicznego
- Sulajman Kabalan Bajk Farandżijja (1910–1992) – prezydent Republiki Libańskiej w latach 1970–1976, brat Hamida, ojciec Tony'ego i Roberta
- Tony (Antoine) Farandżijja (1941–1978) – przywódca chrześcijańskiej milicji Brygada Marada
- Robert Farandżijja (ur. 1949) – polityk libański
- Sulajman Tony Farandżijja (ur. 1965) – polityk, deputowany do parlamentu libańskiego, przywódca partii El Marada, syn Ton'ego
- Samir Farandżijja, (ur. 1945) – polityk, niezależny deputowany do parlamentu libańskiego z ramienia Zgromadzenia Kurnet Szechwan[2], syn Hamida
- Kabalan Farandżijja (ur. 1976) – konsul Republiki Libańskiej, prezes Korpusu Konsularnego w Warszawie[3]